# Distretto di Esztergom
Il distretto di Esztergom (in ungherese Esztergomi járás) è un distretto dell'Ungheria, situato nella provincia di Komárom-Esztergom.